# Helianthemum viscarium
Helianthemum viscarium är en solvändeväxtart som beskrevs av Pierre Edmond Boissier och Reuter. Helianthemum viscarium ingår i släktet solvändor, och familjen solvändeväxter. Inga underarter finns listade i Catalogue of Life.